# Tradewind
Le Tradewind est une goélette, à coque acier, construite en 1911 à Capelle aan den IJssel aux Pays-Bas.
Il sert actuellement de voilier-charter, basé à Amsterdam depuis sa nouvelle restauration. Il est la propriété de la Stichting Loggerbehoud Nederland, une fondation néerlandaise de préservation du patrimoine maritime qui possède aussi la goélette Marie Galante.

## Histoire
Cette goélette a été construite dans les Pays-Bas en 1911 comme un lougre harenguier nommé Sophie Theresia en Mer du Nord et en Mer Baltique. 
En 1952, le voilier est équipé d'un moteur, d'une timonerie et d'un rouf, et un déplacement de son gréement est effectué pour être reconverti en caboteur de fret.
Dans les années 1970, n'étant plus rentable, il est converti en péniche aménagée.
En 1972, rebaptisé Aaltje en Willem il navigue sur les canaux d'Amsterdam.  
En 1986, le bateau est vendu. Il subit une restauration qui le transforme en goélette et prend le nom de Tradewind. Il navigue en voilier-charter pour son nouveau propriétaire néo-zélandais Mark Hammond.
En 1987-88, le Tradewind part vers l'Australie et participe aux célébrations du bicentenaire de l'Australie, dans le port de Sydney, avec d'autres vieux gréements.
Il reste quelques années dans le Pacifique sud, en étant basé en Nouvelle-Zélande pour des croisières dans les Îles sub-antarctiques de Nouvelle-Zélande et les îles Fidji.
Il sert aussi au tournage du film d'aventure de 1991 Retour au Lagon Bleu (Return to the Blue Lagoon).
De retour de l'un de ses voyages en Antarctique, le Tradewind est victime d'une vague scélérate, lors d'une tempête au sud de la Nouvelle-Zélande. Le bateau a été renversé, les mâts dans l'eau il se redresse de lui-même. Seul un membre de l'équipage, le timonier, était sur le pont au moment où la vague a frappé. Il s'est sauvé lui-même en plongeant ses bras à travers les rayons de la barre, mais il a été blessé. 
En 1991, le Tradewind quitte la Nouvelle-Zélande, passe le cap Horn, pour rejoindre les grands voiliers venant d'Europe en Amérique pour la célébration du 500e anniversaire de l'arrivée de Christophe Colomb aux Amériques. 
Après cela le Tradewind retourne en Europe où il est vendu à Christian Johansson, un propriétaire finlandais en 1993. Il est utilisé pour des croisières en mer Baltique et la mer du Nord.
En 1998, il est racheté par un hollandais Kees Rol, qui le réaménage pour des croisières au Cap-Vert sous le nom de Sodade.
En 2003, l'état du navire s'étant détérioré et face aux ennuis financiers de son propriétaire, il est conduit aux îles Canaries par un autre propriétaire hollandais. Il subit une nouvelle refonte, reprend son nom de Tradewind. Enregistré de nouveau à Amsterdam, il reprend du service de croisière-charter en direction des Açores, des Caraïbes puis de la mer Baltique.
De 2006 à 2008, il rentre aux Pays-Bas, au chantier naval Vooruit d'Amsterdam pour subir une nouvelle refonte. Il est rallongé de 5 m (42 m hors tout) et des aménagements intérieurs sont réalisés pour lui donner plus de confort et de modernité pour de futures croisières internationales.